# Chalepus sanguinicollis
Chalepus sanguinicollis es un coleóptero de la familia Chrysomelidae.
Fue descrita científicamente en 1771 por Linnaeus.